# Joy Hester
Pour les articles homonymes, voir Hester.
Joy St Clair Hester, née à Elsternwick (en), Melbourne (Australie) le 21 août 1920 et morte dans cette ville le 4 décembre 1960, est une artiste australienne, membre des Angry Penguins, groupe qui a joué un rôle important dans le développement du modernisme australien.

## Biographie

### Jeunesse
Hester naît à Elsternwick, dans la banlieue intérieure de Melbourne, et étudie l'art dès son plus jeune âge à la St Michael's Grammar School (en) de 1933 à 1937. À 17 ans, elle s'inscrit en art commercial à la Brighton Technical School puis fréquente la National Gallery School de Melbourne,.

### Période ducercle de Heide

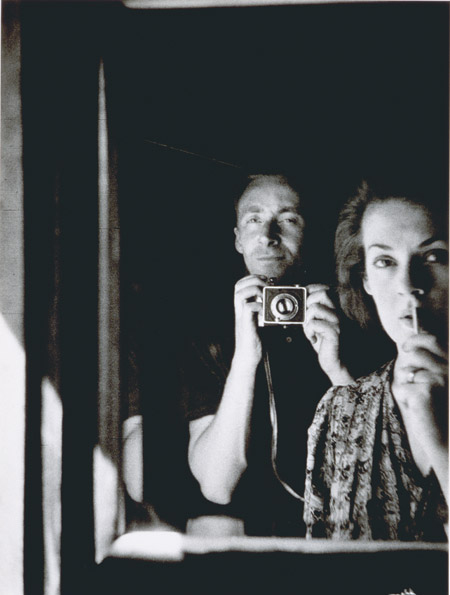
Albert Lee Tucker et Joy Hester, en 1939.

Hester a rencontré Albert Lee Tucker en 1937, avec qui elle a commencé à vivre par intermittence en 1938 à East Melbourne et avec qui elle s'est mariée en 1941. Hester était un contemporain de Sidney Nolan, Arthur Boyd, Charles Blackman, John Perceval et Laurence Hope. Elle a contribué à la création de la Société d'art contemporain (CAS) et était la seule femme peintre du mouvement moderniste, les Angry Penguins. Hester a eu un fils, Sweeney (1944-1979) alors qu'elle était mariée à Albert Lee Tucker.
En 1947, alors que Sweeney était âgé de trois ans, on diagnostiqua un lymphome de Hodgkin en phase terminale chez Hester. Estimant qu'il ne lui restait que deux ans à vivre, elle décida de s'installer à Sydney avec Gray Smith, artiste de Melbourne, confia son fils à John Reed et à Sunday Reed, l'influent mécène de Melbourne qui l'adopta par la suite. Il apparut de nombreuses années plus tard que Tucker n'était pas le père biologique de Sweeney et qu'il était probablement le fils du batteur de jazz de Melbourne, Billy Hyde, avec lequel Hester avait eu une brève liaison. Sweeney Reed s'est suicidé en 1979.
Après une période de rémission, Hester subit une rechute du lymphome de Hodgkin en 1956 et meurt le 4 décembre 1960 à Prahran (dans la banlieue intérieure de Melbourne), à l'âge de 40 ans.

## Notes et références

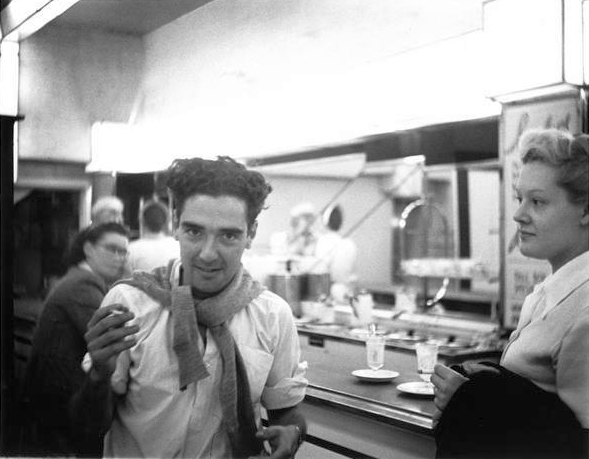
Max Harris avec Joy Hester, vers 1943, photo d'Albert Lee Tucker.